# 武汉工团联合会
武汉工团联合会，民国时期中国工会组织，成立于1922年7月23日，最初名为“武汉工团临时联合会”，后改名武汉工团联合会。9月27日改名为“湖北全省工团联合会”。10月10日成立执行委员会，杨德甫、张笃、陈天、林育南、项英、许白昊、李书渠、刘光国、李汉俊、李求实、施洋、包惠僧、张子余、周天为、陈云卿、陈试模被选为执行委员。
- 杨德甫（国民党党员）为主席兼总务主任委员，张笃副主席（又说是王幼卿）
- 陈天（国民党员）执行委员会委员长，干事局总干事，副干事余友文，
- 林育南秘书主任委员，
- 项英组织主任委员，
- 李书渠宣传主任委员，
- 李俊汉教育主任委员。
- 施洋为法律顾问。

联合会还创办了机关报《真报》，报馆地址在汉口花楼街笃安里。